# Unvorsichtig

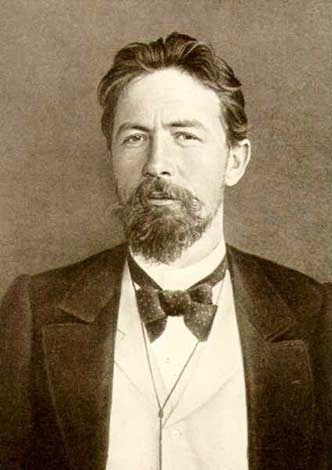
Anton Tschechow

Unvorsichtig, auch Eine Unvorsichtigkeit (russisch Неосторожность, Neostoroschnost), ist eine Kurzgeschichte des russischen Schriftstellers Anton Tschechow, die am 21. Februar 1887 in der Nr. 8 des Petersburger humoristischen Wochenblattes Oskolki erschien. Zu Lebzeiten des Autors wurde der Text ins Deutsche, Polnische, Slowakische, Serbokroatische und Tschechische übersetzt. Am 7. Juni 1946 sendete Radio München die kleine Geschichte unter dem Titel Bestrafte Unvorsichtigkeit.

## Inhalt
Der verwitwete Pjotr Petrowitsch Strishin – ein Frömmler – trinkt nicht und liest nur geistlich-moralische Bücher. Nachdem er aber auf einer Tauffeier gegen seine Gewohnheit doch getrunken hat und zwei Uhr nachts heimkommt, möchte er weitertrinken. Auf leisen Sohlen – die schlafende Schwägerin Daschenka, eine alte Jungfer, soll nichts merken – schleicht er im Dunkeln zum Schrank, in dem er die Schnapsflasche vermutet und genehmigt sich einen.
Ihm scheint, er habe Dynamit statt Wodka geschluckt. Über eine Minute hält er den Atem an. Im Zimmer riecht es nach Petroleum. Im Munde brennt es. Sterne funkeln vor den Augen. Glocken dröhnen im Kopf.
Der offenbar Vergiftete weckt seine Hausfrau Daschenka mit: „… ich sterbe … ich … habe Petroleum getrunken.“ Daschenka, schlaftrunken, wundert sich, welches Getränk dem Schwager auf der Feier serviert worden ist und erkundigt sich nach der Namensgebung des Neugeborenen. Als Strishin seine Sünde gesteht, springt Daschenka – den Kopf voller Lockenwickel – aus dem Bett und beklagt die Verschwendung des teuren Brennstoffes für ihre Lampe. Strishin, dem es nicht um Geld, sondern um das eigene Leben geht, eilt mitten in der Nacht von einem Arzt zum andern durch die Stadt, doch ihm wird nirgends aufgetan. Beim Apotheker hat er Glück. Als der verschlafene Pharmazeut von dem Missgeschick Strishins erfährt, holt er eines seiner Fachbücher, liest darin, kramt ein zweites Buch hervor und schickt den Kunden nach der Lektüre zum Arzt. Strishin geht nach Hause. Das Ohrensausen ist kaum auszuhalten. Strishin befürchtet Herzstillstand. Ist der Mund verbrannt? Die Kehle juckt.
Der Vergiftete wundert sich des Morgens im Gespräch mit Daschenka darüber, dass er immer noch lebt. Das sei kein Wunder, versetzt die Jungfer. Nein, „das Petroleum taugt nichts!“

## Verfilmung
- 1998, Russland, VID-TV[5] und Tschechow-Kunsttheater Moskau: Tschechow und Company[6], Staffel 3 (russisch) von Sinowi Roisman[7], Dmitri Brusnikin[8] und Alexander Feklistow mit Wladimir Kaschpur[9] als Strishin, Natalja Tenjakowa[10] als Daschenka und Wladimir Gurkin[11] als Apotheker.
- 19. September 2014, Moskau, Compagnie Insol Telekom: Unvorsichtig. Kurzfilm (14 min, russisch) von Natalja Tupitschkina mit Wiktor Dolgow als Strishin und Olga Suslowa als Daschenka bei YouTube.

## Deutschsprachige Ausgaben
Verwendete Ausgabe
- Unvorsichtig. S. 365–369 in Gerhard Dick (Hrsg.) und Wolf Düwel (Hrsg.): Anton Tschechow: Das schwedische Zündholz. Kurzgeschichten und frühe Erzählungen. Deutsch von Georg Schwarz. 668 Seiten. Rütten & Loening, Berlin 1965 (1. Aufl.)[12]